# Džengis Čavušević
Džengis Čavušević, né le 26 novembre 1987 à Ljubljana (Slovénie), est un footballeur international slovène, qui évolue au poste d'attaquant.

## Biographie

### Carrière en club
Il marque 12 buts en deuxième division suisse lors de la saison 2010-2011, puis 13 buts dans ce même championnat en 2011-2012.
Il participe à la Ligue des champions et à la Ligue Europa. En Ligue Europa, il marque avec le FC Zurich un but contre le club turc d'Osmanlıspor en septembre 2016.
Le 20 décembre 2017, le Slovène résilie son contrat avec le FCZ et est donc libre de s'engager où il le souhaite.
Le 6 février 2018, il rejoint le club australien d'Adélaïde United.

### Carrière en sélection
Džengis Čavušević reçoit deux sélections en équipe de Slovénie entre 2012 et 2014.
Il joue son premier match en équipe nationale le 16 octobre 2012, contre l'Albanie. Ce match perdu 1-0 rentre à Tirana dans le cadre des éliminatoires du mondial 2014. Il joue son second match le 18 novembre 2014, en amical contre la Colombie (défaite 0-1 à Ljubljana).

## Palmarès
NK Domžale
- Champion de Slovénie en 2007 et 2008.

 FC Zurich
- Champion de Suisse de D2 en 2017.